# Huasipungo
Huasipungo (ortografía española del quichua norteño wasi punku: casa, wasi; puerta, punku; "casa puerta") es una novela publicada en 1934 por el escritor ecuatoriano Jorge Icaza (1906-1978).
Huasipungo se convirtió en una conocida novela indigenista, movimiento en la literatura latinoamericana que precedió al Realismo Mágico y enfatizó el realismo brutal.
Huasipungo es a menudo comparada con la novela de John Steinbeck, Las uvas de la ira, escrita en el año 1939, pues ambas obras son de protesta social. Además de la primera edición de 1934, Huasipungo pasó por dos ediciones más o reescrituras completas en español, en 1953 y 1960, la primera de ellas fue difícil de leer incluso para los nativos de otros países hispanos.
Además de ser una novela indigenista, Huasipungo también ha sido considerada como una novela proletaria, en la cual Latinoamérica tuvo que sustituir a los nativos americanos para la clase trabajadora como modelo o carácter de la literatura proletaria.
Huasipungo ha sido traducida a alrededor de 40 idiomas como el inglés, ruso, alemán, francés, portugués, etcétera.

## Etimología
Un wasipunku (el término transcrito a huasipungo ) era una parcela de tierra de una hacienda que se entregaba a los indígenas a cambio de su trabajo en la hacienda en lugar de una remuneración monetaria. En un típico wasipunku, la gente construía chozas y usaba la tierra circundante para cultivar alimentos.

## Personajes más importantes
- Don Alfonso Pereira - considerado un caballero de la alta sociedad en Quito.
- Doña Blanca Chanique - Esposa de Pereira, una mujer muy avara y controladora
- Doña Lolita - Hija adolescente de Pereira.
- Tío Julio - Tío poderoso de Pereira, que tiene la costumbre de hablar en plural.
- Sr. Chapy - gerente de explotación de madera en Ecuador; un estadounidense con grandes recursos económicos y conexiones millonarias en el exterior.
- Policarpio - el mayordomo de la hacienda Cuchitambo, propiedad de Don Alfonso Pereira.
- Andrés Chiliquinga - el principal protagonista de la novela, un indio en la hacienda de Don Alfonso Pereira. Encabeza la resistencia durante el desalojo de los indígenas de sus huasipungos.
- Jacinto Quintana - un mestizo que es el teniente político, es camarero y capataz. Es corrupto y autoritario. Desprecia y abusa de los indios.
- Juana - Esposa mestiza de Jacinto Quintana, quien tiene relaciones sexuales ocasionales con Pereira y el cura.
- Gabriel Rodríguez - un mestizo tuerto que es malo con el pueblo indígena.
- El sacerdote - Un adúltero que da sermones y pone miedo en el corazón de los indios para aprovecharlos y obtener ganancias económicas.
- Cunshi - Esposa de Andrés Chiliquinga.